# Альтернативна служба
Альтернати́вна циві́льна слу́жба — служба, яка запроваджується замість проходження строкової військової служби і має на меті виконання обов'язку перед суспільством. Існує у декількох європейських країнах. На території України регулюється законом «Про альтернативну (невійськову) службу»

## В Україні
Право на альтернативну службу мають громадяни України, якщо виконання військового обов'язку суперечить їхнім релігійним переконанням і ці громадяни належать до діючих згідно з законодавством України релігійних організацій, віровчення яких не допускає користування зброєю. До таких організацій належать: Адвентисти-реформисти, Адвентисти сьомого дня, Євангельські християни, Євангельські християни-баптисти, Покутники, Свідки Єгови, Харизматичні християнські церкви (та  церкви, прирівнені до них згідно із зареєстрованими статутами),  Християни віри євангельської (та церкви, прирівнені до них згідно із зареєстрованими статутами), Християни євангельської віри, Товариство Свідомості Крішни. Термін альтернативної служби у півтора рази довший від терміну військової служби.
Альтернативну службу громадяни проходять на підприємствах, в установах, організаціях, що перебувають у державній, комунальній власності або переважна частка у статутному фонді яких є в державній або комунальній власності, діяльність яких у першу чергу пов'язана із соціальним захистом населення, охороною здоров'я, захистом довкілля, будівництвом, житлово-комунальним та сільським господарством, а також у патронажній службі в організаціях Товариства Червоного Хреста України.
Чисельність громадян, які були направлені на альтернативну (невійськову) службу протягом 2011–2014 років складала: 2011 р. – 499 осіб; 2012 р. – 436 осіб; 2013 р. – 215 осіб; 2014 р. – 475 осіб. 